# Winthemia viarum
Winthemia viarum là một loài ruồi trong họ Tachinidae.